# Кодимія
Кодимія (Кодімія, лат. Codimia)  – історико-географічний регіон на південному заході України, південна частина Східного Поділля. Територія охоплює південну частину Вінниччини, північну частину Одещини та північно-західну Миколаївщину. 

## Походження назви
Назва Codimia (Кодимія, Кодімія) мабуть походить від невеличкої річки Кодима. За М. Вавричин, Я. Дашкевич, У. Кришталович (2004 р.) слово «Кодимія» означає пустище, незаселене місце. Слово “кодима” було відомо ще половцям і означало схід, а через те, що воно стосувалося назви річки, яка мала свою дорогу, то це звучало, як “річка, що тече на схід”. У XIV–XV ст. р. Кодима була кордоном між ногайськими кочівниками та осілим українським населенням Поділля, між Золотою Ордою та Великим князівством Литовським.

## Географія Кодимії
Кодимія розташована в межах Подільського плато. Унікальність географічного положення регіону визначається як природнокліматичними умовами правобережної лісостепової зони України, так і відносно рівновіддаленістю від її головних промислово-економічних і торгових центрів. У геоморфологічному відношенні Кодимія розміщена у межах північно-західної частини південного Побужжя, в основі якого лежить Український кристалічний щит, у межах Подільської височини. Характерна особливість рельєфу – розвинута система глибоких сухих балок, з крутими схилами (місцями до 20°). Рельєф даного історико-географічного регіону має водно-ерозійний характер. На формування сучасних ландшафтів впливала та впливає діяльність поверхневих вод. Під впливом водної ерозії сформувався дуже розчленований рельєф, горбисто-увалиста рівнина, для якої характерний значний перепад відносних висот (місцями до 100-120 м). Ґрунти переважно темно-сірі, сірі опідзолені, чорноземи опідзолені.

## Історія Кодимії
Впродовж 14—17 ст. ця територія була малозаселеною частиною так званого Дикого поля. По лівому березі р. Кодими проходив один із трьох магістральних шляхів (від Умані через Балту до Ольвіополя (суч. м. Первомайськ) і далі через Південний Буг до низинних переправ на Дніпрі), що з'єднували Україну з її південним сусідами — так званий Чорний або Шпаковий шлях. Він існував ще з 16 ст., по шляху йшли каравани за сіллю в Крим, за рибою на Дон і в Запоріжжя, з хлібом в Очаків. У 17—18 ст. територія вздовж річок Кодима, Тилігул, Чичиклія стала стихійно заселятись. Прибували потомки запорізьких козаків і селяни, що тікали від панського гніту. Після російсько-турецької війни, що завершилась Ясським миром (1792 р.), колонізацію став проводити царський уряд.

## Кодимія на географічних картах
1540 р. Себастьян Мюнстер на карті "POLONIA ET VNGARIA XV NOVA TABVLA" (Нова карта Польщі та Угорщини) один із перших позначив Кодимію. Мапа цікава тим, що на ній чи не вперше присутні регіональні назви українських земель: Rvssia (Русь) зі Львовом (Leopol), Podolia (Поділля), Volhinia (Волинь), Pokutze (Покуття), Codimia (Кодимія), Bessarabia (Бессарабія), Tartaria minor (Мала Татарія), Tartaria Przecopen[sis] (Перекопська Татарія) (останні дві території належать до Північного Причорномор’я і Кримського півострова).
На карті 1548 р. “Polonia et Hungaria Nova Tabula” (Нова карта Польщі та Угорщини) Джакомо Гастальді серед таких українських історико-географічних земель як Червона Русь, Поділля, Волинь, Покуття виділяє теж Кодимію. Кодимія міститься і на його карті "Desciptione de la Moscovia..." видання 1550 р. (Венеція).
Італійський картограф, Жироламо  Рушеллі  у 1560 р. видав карту “POLONIA ET HUNGARIA NUOVA TAVOLA” (Нова карта Польщі та Угорщини) де теж позначено Кодимію.
1570 р., у Венеції, виходить друком карта «Partis Sarmatiae Europae, quae Sigismundo Augusto regi Poloniae potentissimo subiacet nova descriptio» (Сарматія Європейська) чеського картографа Андрія Поґрабки  де є напис на карті Codimia (Кодимія).
1578 р. Себастьян Мюнстер на карті «Landtafel des Ungerlands/ Polands / Reuffen / Littaw / Walachen und Bulgaren» поміщає Codinia(Кодинія) між Південним Бугом та Дністром.
1598 р. Захаріас Гейнс (Zacharias Heyns; 1566 - 1630) на карті «Gazaria et Moscovia» теж поміщає Кодимію між Південним Бугом та Дністром, але під назвою Colinia (Колінія) (мабуть це друкарська помилка).
На карті “Опису Польщі і Литви” авторства Вацлава Гродецького, Андрія Пограбки та Абрагама Ортелія (Антверпен, Нідерланди, 1603 р.) є напис “Codima folitudo uafissima” (лат.) (Кодима, безлюдна, спустошена).